# 恆月控股
恆月控股有限公司（原稱為港亞控股有限公司，港交所：1723），是香港的一家上市公司，於2016年成立，亦為手提電話直銷中心的控股公司。
2018年，港亞控股於港交所主板上市，集資淨額約4220萬元。
該公司是香港首家上市的SIM卡專門店。
2025年，因應該公司之股權更易，其原有主席及執行董事蕭木龍離任，同時涉足比特幣之業務及收購泰國上市公司「DV8」19%之股權。

## 外部連結
- 港亞控股有限公司 （页面存档备份，存于）